# Bobicești
Bobicești est une commune roumaine située dans le județ d'Olt.